# Vändträskån
De Vändträskån is een plaatselijke naam voor de Alån, een rivier in het oosten van Zweden. De Sorån stroomt door de gemeente Boden, verbindt de meren Vändträsket en Mockträsket met elkaar, stroomt naar het zuidoosten en is ongeveer vier kilometer lang.